# Ernst Benzinger

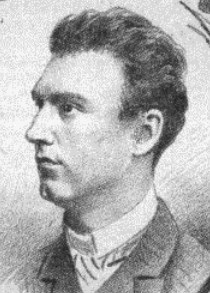
Ernst Benzinger, Wien 1889

Ernst August Benzinger (* 1. März 1867 in Hannover; † 29. Januar 1946 in Berlin-Wilmersdorf) war ein deutscher Schauspieler und Theaterregisseur.

## Leben und Wirken

### Theater
Der Sohn eines königlichen Hofschornsteinfegermeisters erhielt seine künstlerische Ausbildung bei Hermann Müller (1834–1889), Regisseur am Königlich-Hannoverschen Hoftheater, und trat Ende der 1880er Jahre in Lübeck sein erstes Festengagement an. Wenig später erreichte Benzinger Berlin, wo er am Ostend- und Victoria-Theater auftrat. Daran anschließend spielte Benzinger am Deutschen Volkstheater in Wien und in der Spielzeit 1890/91 am Meininger Hoftheater. 1891 wechselte Benzinger ans Stuttgarter Hoftheater, wo er mit dem Percy in Shakespeares Heinrich IV. debütierte. Schon in jungen Jahren rühmte man „das treffliche, oft geradezu ergreifende, außerordentlich temperamentvolle Spiel des Künstlers. Die Auffassung seiner Rollen zeugt von tiefem Verständnis, sowie er überhaupt bemüht ist, durch sorgfältiges Studium der Intention des Dichters gerecht zu werden.“ 1892 heiratete Benzinger seine 22 Jahre ältere Stuttgarter Kollegin Eleonore Wahlmann. Die 1843 geborene Tragödin war für ihr „heißblütiges Temperament“ bekannt und starb 1900 nach einem Selbstmordversuch als Geisteskranke in der Tübinger Psychiatrie. „Trotz seiner Eskapaden und trotz seiner Schulden für Essen und Wein“ wurde der als begabt geltende Benzinger von der Stuttgarter Intendanz bis Anfang 1898 als Heldendarsteller gehalten. In dieser Zeit verkörperte er im Fach der Helden und Liebhaber u. a. den Othello, Egmont, Marc Anton, Macbeth, Faust, Wilhelm Tell, Richard II. und den Coriolanus.
Wie damals üblich nutzte Benzinger danach von 1898 bis Anfang 1900 seinen Ruf als Heldendarsteller und Hofschauspieler, um mit Gastauftritten („Gastieren“) in wechselnden Theatern aufzutreten. Von 1900 bis 1903 war Benzinger wieder in Stuttgart, wenn auch nicht mehr im 1. Heldenfach. Von 1906 bis 1912 hatte er ein Engagement am renommierten Berliner Theater. Während des Ersten Weltkriegs spielte Benzinger schließlich unter Max Reinhardt am Deutschen Theater und an der Volksbühne in Berlin, meist mittlere und auch kleinere Rollen, so in Reinhardts Die Piccolomini (1915), Das Wintermärchen (1916), Macbeth (1917) und in Felix Hollaenders Inszenierung von Gyges und sein Ring (1916). Im Berliner Lustspielhaus spielte er Mitte der 20er-Jahre in dem erfolgreichen en-suite gespielten Schwank Der wahre Jakob von Arnold und Bach.
Ab 1904 waren „Gastieren“ und Jahresengagements für Benzinger immer notwendiger geworden, um seinen Lebensunterhalt zu verdienen. Die Qualität der Theater, an denen er engagiert war, sank dabei ab 1918 zunehmend. Gelegentlich war Benziger auch im Regiefach und als Autor tätig. Der seit 1902 erneut verheiratete Benzinger arbeitete bis ins hohe Alter als Schauspieler und starb in der Hungerzeit des unterversorgten Berlin kurz nach dem Ende des Zweiten Weltkriegs.

### Film
Vor die Kamera trat Ernst Benzinger erstmals 1912, als Max Reinhardt ihn für die Verfilmung von Das Mirakel als Graf der Räuber verpflichtete. Seit Mitte des Ersten Weltkriegs wirkte Benzinger regelmäßig in Kinoproduktionen mit. Er spielte Militärs, Grafen und Professoren, in dem gegen Ende des Krieges entstandenen Streifen Suchomlinow sogar Rasputin. Nach eigener Aussage will er bis Mitte der 1920er Jahre unter der Regie von Ernst Lubitsch, Carl Froelich, Joe May, Richard Oswald, Richard Eichberg, Lupu Pick, Harry Piel, Dimitri Buchowetzki und Fritz Lang gedreht haben. Im Tonfilm musste sich Benzinger rasch mit sehr kleinen Aufgaben begnügen. Zuletzt schrumpften seine Filmrollen auf Sekundenformat und wurden nicht einmal aufgelistet.

## Filmografie

### Stummfilme
- 1912: Das Mirakel, Regie: Cherry Kearton, Max Reinhardt, Rolle: Graf der Räuber[12]
- 1916: Homunculus 2. Teil: Das geheimnisvolle Buch, Regie: Otto Rippert
- 1917: Das Geschlecht der Schelme, 1. Teil Regie: Alfred Halm
- 1917: Die Königstochter von Travankore, Regie: Otto Rippert
- 1917: Und wenn ich lieb' nimm Dich in acht…!, Regie: Otto Rippert
- 1918: Die Rose von Dschiandur, Regie: Alfred Halm
- 1918: Der fliegende Holländer
- 1918: Die Kleptomanin, Regie: Herr Arno, Urban Gad
- 1918: Nixenzauber, Regie: Hans Neumann
- 1918: Suchomlinow, Regie: Kurt Matull, Rolle: Rasputin
- 1919: Pogrom, Regie: Alfred Halm, Rolle: Latischew
- 1919: Eugen Onegin, Regie: Alfred Halm, Rolle: Gutsbesitzer Saretzki
- 1919: Schloß Einöd, Regie: Erik Lund, Rolle: Professor Bastanie
- 1922: Grenzwacht im Schnee, Regie: Reinhard Bruck
- 1922: Betrogene Betrüger, Regie: Arzén von Cserépy, Rolle: Korporal

### Tonfilme
- 1930: Kohlhiesels Töchter, Regie: Hans Behrendt
- 1932: Theodor Körner, Regie: Carl Boese
- 1932: Jonny stiehlt Europa, Regie: Harry Piel, Andrew Marton
- 1933: Das Meer ruft, Regie: Hans Hinrich
- 1935: Eine Seefahrt, die ist lustig, Regie: Alwin Elling, Rolle: Nachbar der Winklers
- 1935: Der Klosterjäger, Regie: Max Obal, Rolle: Alter Chronist des Probstes
- 1936: Wie Eulenspiegel ein Urteil sprach …, Regie: Theo Lingen, Rolle: 2. Richter
- 1936: Wie Eulenspiegel sich einmal erbot, zu fliegen, Regie: Theo Lingen
- 1936: Wenn wir alle Engel wären, Regie: Carl Froelich
- 1937: Einmal werd ich dir gefallen, Regie: Johannes Riemann, Rolle: Alter Geiger im Biergarten
- 1937: Zu neuen Ufern, Regie: Detlef Sierck, Rolle: Büroangestellter bei Wells
- 1938: Der Mann, der nicht nein sagen kann, Regie: Mario Camerini, Rolle: Gast bei der Goldenen Hochzeit
- 1940: Das Herz der Königin, Regie: Carl Froelich, Rolle: Alter Schreiber am englischen Hof
- 1940: Falstaff in Wien, Regie: Leopold Hainisch, Rolle: Souffleur bei der Premiere
- 1942: Eine Nacht in Venedig, Regie: Paul Verhoeven, Rolle: Alter Mann in der Osteria (ohne Namensnennung)

## Schriften
- Die Weiber von Weinsberg. Dramatischer Schwank in 2 Aufzügen mit Benützung des Uhlandschen Bruchstücks. Rohm, Lorch 1904.
- Fünfzig Balladen und Romanzen. Silva-Verlag, Berlin-Wilmersdorf 1912.
- Schaufilm oder Spielfilm? In: Das Tage-Buch. Bd. 1, 1920, 2. Halbjahr, S. 1332–1336 (Digitalisat auf archive.org)